# Pedro Damián
Pedro Damián, geboren als Pedro Muñoz Romero (Mexico-Stad, 29 november 1952) is een Mexicaans acteur. Na enkele jaren ervaring opgedaan te hebben in televisieseries, maakte hij in 1973 zijn filmdebuut in Los cachorros. Hij speelde sindsdien in zowel producties uit eigen land, als in Hollywood-films als The Return of a Man Called Horse, Old Gringo, Collateral Damage en Showtime en in het Britse Eagle's Wing.
Damián speelt zowel kwaadaardige personages (zoals tegenover Eddie Murphy en Robert De Niro in Showtime) als goedwillende (zoals Ana Serradillas oom Polo in Cansada de besar sapos).
Damiáns dochter Alexa maakte in 2002 haar filmdebuut als Ikerne in het met verschillende prijzen onthaalde romantische drama La última mirada.

## Filmografie
| - Cabeza de buda (2009) - Amar (2009) - Cansada de besar sapos (2006) - Amar te duele (2002) - Showtime (2002) - Collateral Damage (2002) - Old Gringo (1989) - Los confines (1987) - Mundo mágico (1983) - Caboblanco (1980, aka Caboblanco... Where Legends Are Born) | - Eagle's Wing (1979) - Anacrusa (1979) - La mujer perfecta (1979) - Mojado Power (1979) - The Return of a Man Called Horse (1976) - Un amor extraño (1975) - Los 7 pecados capitales (1975) - La isla de los hombres solos (1974, aka Island of Lost Souls) - Los cachorros (1973) |

- Biblioteca Nacional de España: XX976656
- International Standard Name Identifier: 0000 0000 6118 5273
- Library of Congress Control Number: no2018156804
- Virtual International Authority File: 87985794
- WorldCat: E39PBJbWtvKWyXYxwd7W3TPhHC